# إنديانابوليس 500 سنة 1984
سباق إنديانا بوليس -500 ميل 1984 أقيم في حلبة إنديانابوليس موتور سبيدواي في 27 مايو 1984 وفاز في السباق ريك ميرز من فريق فريق بنسك بمتوسط سرعة 163.612 ميل/س (263.308 كم/س).
وكان أول المنطلقين توم سنافا بسرعة 210.029 ميل/س (338.009 كم/س).